# Trassanel
Trassanel é uma comuna francesa na região administrativa de Occitânia, no departamento de Aude. Estende-se por uma área de 4,34 km². Em 2010 a comuna tinha 32 habitantes (densidade: 7,4 hab./km²).